# Pagėgiai (gemeente)
Pagėgiai is een van de 60 Litouwse gemeenten, in het district Tauragė.
De hoofdplaats is de gelijknamige stad Pagėgiai. De gemeente telt ongeveer 11.600 inwoners op een oppervlakte van 537 km².
Volgens de Litouwse volkstelling van 2021 had Pagėgiai een relatief hoog vruchtbaarheidscijfer (voor Litouwse begrippen) van gemiddeld 1,987 kinderen per vrouw, hetgeen ruim 32% hoger is dan het Litouwse gemiddelde van 1,506 kinderen per vrouw.

## Plaatsen in de gemeente
Plaatsen met inwonertal (2001):
- Pagėgiai – 2393
- Vilkyškiai – 883
- Natkiškiai – 724
- Rukai – 718
- Lumpėnai – 640
- Šilgaliai – 606
- Piktupėnai – 416
- Benininkai – 369
- Žukai – 333
- Panemunė – 329